# Velšská rallye 2017
Velšská rallye 2017 (oficiálně 73. Dayinsure Wales Rally GB) byl 12. podnik Mistrovství světa v rallye 2017 (WRC), který se konal v Spojeném království (konkrétně se Walesu) 26. října až 29. října 2017. Závod o délce 304,36 km se jel na šotolině. Vítězem podniku se stala domácí posádka Elfyn Evans a Daniel Barritt, která tak oslavila vůbec první vítězství ve WRC. Druhé místo obsadil Belgičan Thierry Neuville, teří se umístil Sébastien Ogier.
Po 17 letech se vítězem podniku stal domácí závodník (naposledy to byl Richard Burns v roce 2000). M-Sport vyhrál potřetí titul konstruktérů (Ford předtím získal titul v letech 2006 a 2007). Ogier, který vyhrál svůj šestý podnik, se předčasně stal už popáté mistrem světa v rallye.

## Průběh závodu

### 1. etapa
První etapa Velšské rallye měla celkem 7 rychlostních zkoušek o délce 115,9 km. Etapa byla rozdělena do dvou dní, kdy 26. října se jela 1 RZ a 27. října zbylých 6. První a zároveň nejkratší rychlostní zkouška Visit Conwy Tir Prince o délce 1,49 km se jela na okruhu a vyhrál ji Sébastien Ogier s časem 1:09,7. Druhý byl Jari-Matti Latvala (+ 0,4 s), dále Thierry Neuville (+ 0,5 s), Ott Tänak (+ 0,6 s), Elfyn Evans a Andreas Mikkelsen se ztrátou 1,1 s.
27. října se jelo zbývajících 6 rychlostních zkoušek. Druhá rychlostní zkouška Myherin měla 20,28 km, třetí Sweet Lamb 4,24 km a čtvrtá Hafren 35,14 km. Všechny rychlostní zkoušky se jely dvakrát v témže pořadí. Druhý rychlostní test nejlépe zajel domácí závodník Elfyn Evans a porazil svého krajana Krise Meeka (Citroën) o 3,7 s, Sébastiena Ogiera o 4,2 s a Otta Tänaka o 4,3 s. Po testu se Evans posunul na 1. místo v celkovém pořadí a měl na Ogiera náskok 3,1 s. Těžké podmínky okomentoval Sébastien Ogier následovně: „Dost to klouže a nevím, zda to bude lepší pro ty za mnou. Auto není ideální“. Podobně reagoval také Ott Tänak „Hlavně na začátku to hodně klouzalo, ale jinak žádný problém“ či Dani Sordo „Hlavně na začátku to hodně klouzalo, ale jinak žádný problém.“ Třetí rychlostní test nejlépe vyšel Tänakovi, který porazil svého týmového kolegu Ogiera o 0,1 s a Neuvilla o 0,2 s. Do jedné sekundy se vešlo celkem 5 jezdců. Čtvrtý test vyhrál Elfyn Evans, který najel na Tänaka 4 s a třetího Neuvilla 8,5 s. Po testu se Ott Tänak posunul na 2. místo a Kris Meeke na 3. místo, naopak Ogier se propadl na 4. příčku, když ztratil na prvního Evanse 14,2 s. Ogier poté řekl: „Nic moc. Těžko se hledá grip, musíte si věřit“. Tänak komentoval následovně: „Nejsme moc spokojen s autem, nechová se tak, jak bych si přál. Je moc nedotáčivé a musím až moc používat ručku“.
Pátý rychlostní test vyhrál Evans, který na druhého Ogier najel 4,3 s a Mikkelsena 6,3 s. Ogier se následně posunul na 3. příčku a odsunul Meeka na 4. místo. Ogier poté řekl, že s autem byl tentokrát docela spokojen a Tänak, že „Pocitově to nebylo špatné, místy je to mokré, někdo suché. Seb musel zajet moc dobře“. Druhý Tänak na Evanse ztrácel 15,1 s. Šestou RZ vyhrál Séastien Ogier, který na krátké trati porazil Evanse o 0,7 s a Neuvilla o 1,3 s. Po havárii musel odstoupit Yazeed Al-Rajhi, když s vozem Ford Fiesta RS WRC nezvládl skok a skončil na střeše. Sedmý rychlostní test vyhrál Neuville, který najel na Evanse 0,8 s. Tänak ztratil 9,3 s, což stačil na 4. čas. Neuville se díky dobrému času posunul na 4. místo a ztrácel na vedoucího Evanse 37,1 s. V cíli Neuville okomentoval výkon následovně: „Chceme se zase zapojit do boje. Ale získat ten ztracený čas zpět nebude jednoduché.“ Tänak ke své ztráce tě řekl: „Nemáme ideální nastavení diferenciálů a vidíme, kde ztrácíme čas.“ Pořadí po 1. etapě
| 1 | Elfyn Evans        | Ford    | 1:09:20,9 | 6  | Kris Meeke        | Citroën | + 42,0   |
| 2 | Ott Tänak          | Ford    | + 24,6    | 7  | Andreas Mikkelsen | Hyundai | + 52,0   |
| 3 | Sébastien Ogier    | Ford    | + 26,8    | 8  | Dani Sordo        | Hyundai | + 1:13,9 |
| 4 | Thierry Neuville   | Hyundai | + 37,1    | 9  | Hayden Paddon     | Hyundai | + 1:22,9 |
| 5 | Jari-Matti Latvala | Toyota  | + 41,9    | 10 | Juho Hänninen     | Toyota  | + 1:43,5 |

### 2. etapa
Druhá etapa měla 9 rychlostních zkoušek, který dohromady měly 142,38 km. Nejdelší rychlostní zkouška Dyfi měla 25,86 km, naopak nejkratší Cholmondeley Castle měřila 1,8 km. Osmou rychlostní zkoušku Aberhirnant 1 nejlépe zvládl domácí Elfyn Evans. Druhý Neuville měl ztrátu 2,5 s a třetí Mikkelsen 4,8 s. Devátý test Dyfnant 1 znovu vyhrál Elfyn Evans, druhý Mikkelsen měl ztrátu 3,5 s a třetí Neuville 5,8 s. Ott Tänak najel v RZ na svého týmového kolegu 3,7 s a jeho celkový náskok se zvýšil na 6,7 s. Hayden, který dostal na trati defekt, zaostal za vedoucím Evansem o 17,2 s a po testu řekl: „Kousek po startu jsme chytli defekt levého předního kola, takže jsme většinu jeli po prázdné pneu.“ Evans svůj výkon okomentoval takto: „Tahle zkouška byla mimořádně těžká, v těchto podmínkách je auto hodně nedotáčivé.“ Desátou rychlostní zkoušku znovu zajel Evans, který porazil Neuvilla o 0,3 s. Dobrý čas Neuvilla posunul na 3. místo. Ogier se kvůli 12. času propadl na 4. místo. Druhý Tänak měl na třetího Nauvilla náskok 5,9 s.
V jedenácté rychlostní zkoušce Dyfi 1 byl nejrychlejší zvonu domácí Evans, který najel Juho Hänninena 1,8 a Neuvilla 3,6 s. Ott Tänak ztratil na Evanse 10,7 s a klesl na 3. místo. Dvanáctou erzetu vyhrál znovu Evans, který porazil Neuvilla o 1,3 a Mikkelsena o 4,0 s. Tänak se ztrátou 6,2 zajel 8. čas, přičemž rozdíl mezi druhým Neuvillem a třetím Tänakem se zvýšil na 6,1 s. Třináctou rychlostní zkoušku vyhrál Neuville. Druhý Evans měl ztrátu 2,7 s a Ogier 5,3 s, přičemž rozdíl mezi Neuvillem a Tänakem se zvýšil na 14 s. Neuville po testu řekl: „V několika zatáčkách jsme byli opatrnější, ale když půjdete pozdě na brzdy, tak jdete ven.“ Čtvrtou erzetu Cholmondeley Castle o délce 1,8 km vyhrál Neuville před Sordem o 0,5 s a Tänaka o 0,8 s. Rychlostní test poznamenala havárie Juho Hänninena, který vylomil kolo o strom a musel odstoupit ze soutěže.
V 18:52 místního času odstartovala 15. rychlostní zkouška, kterou nejlépe zvládl Jari-Matti Latavala, který porazil Haydona o 0,5 s a Mikkelsena o 11,5 s. Složitou situaci na trati okomentoval Haydon takto: „Náročné, ale zábava. Místy není vidět ani kapota.“ Podobně reagoval také Mikkelsen „Měl jsem moc nahoře světla, nic jsem neviděl“, Tänak „Nic jsem neviděl“ nebo Meeke „Bylo to šílené, nebylo vidět na 10 metrů.“ Latvala po testu řekl: „Někdy je třeba zaútočit v náročných podmínkách, když to nejde ve dne.“ Po testu se Ogier posunul na 2. místo a Neuville se propadl na 3. místo. Latavla se díky času posunul o 2 pozice na 4. místo a Tänak se propadl o 3 místa na 6. příčku. Poslední test 2. etapy vyhrál Evans, který najel na Neuvilla 0,8 s a Tänaka 0,9 s. Latvala poté svůj výkon okomentoval takto: „Dobrá jízda, k cíli se zlepšoval grip. Už se těším na zítra.“
Pořadí po 2. etapě
| 1 | Elfyn Evans        | Ford    | 2:32:39,2 | 6  | Ott Tänak      | Ford    | + 1:06,1 |
| 2 | Sébastien Ogier    | Ford    | + 53,1    | 7  | Kris Meeke     | Citroën | + 1:27,6 |
| 3 | Thierry Neuville   | Hyundai | + 57,3    | 8  | Hayden Paddon  | Hyundai | + 2:04,0 |
| 4 | Jari-Matti Latvala | Toyota  | + 57,7    | 9  | Esapekka Lappi | Toyota  | + 2:41,0 |
| 5 | Andreas Mikkelsen  | Hyundai | + 1:03,6  | 10 | Dani Sordo     | Hyundai | + 3:35,8 |

### 3. etapa
Poslední etapa měla 5 rychlostních zkoušek o celkové délce 41,17 km. Rychlostní testy Alwen (10,41 km) a Brenig (6,43 km) se jely dvakrát, Gwydir (7,49 km) jednou. Sedmnáctou RZ vyhrál Ott Tänak, který na Mikkelsena najel 0,3 s a Neuvilla 0,7 s. Po testu se Neuville posunul na průběžné místo před Ogiera, který v testu ztratil na Belgičana 3 s. V RZ18 byl nerychlejší Andreas Mikkelsen, jenž najel na Neuvilla 0,6 s Tänaka 1,4 s. Devatenáctou erzetu ovládly posádky Neuville / Gilsoul a Latvala / Antilla, které zajely naprosto stejný čas. Za nimi zaostaly Meeke o 0,8 s a Tänak o 1,0 s. Dvacátou erzetu vyhrál Mikkelsen, který se následně dostal na 4. místo namísto Latvaly, jenž na Nora ztratil 5,1 s. Latvala po erzetě řekl: „Na tom uklouzaném auto nezatáčí, je to frustrující.“ Poslední rychlostní a zároveň powerstage vyhrál Neuville před Meekem 1,5 s a Latvalou o 1,6 s.
Ogier, který se už popáté stal mistrem světa v rallye, po erzetě řekl: „Nevím, co říct. Byl to náročný rok, díky M-Sportu a Malcolmovi. Je to úžasné být mistrem světa v tomto týmu.“ Neuville úspěch Ogiera okomentoval následovně: „Už na startu jsem dostal zprávu o Sebovi. Tak jsem si to alespoň užil. Gratulace Sebovi, zasloužil si to.“ Tänak, týmový kolega Ogiera, pochválil především práci týmu „Malcolm a jeho tým odvedl fantastickou práci a ten úspěch si zaslouží.“ Celkové pořadí jezdců po Velšské rallye vypadalo následovně Ogier (215 b.), Neuville (183 b.), Tänak (169 b.), Latvala (136 b.), Evans (118 b.), Sordo (95 b.). Pořadí továrních týmu vedl M-Sport s 398 body, dále byl Hyundai (305 b.), Toyota (241 b.) a Citroën (210 b.).

## Výsledky

### Celkové výsledky
| Pos.                  | No. | Jezdec              | Spolujezdec        | Tým                         | Vůt                   | Třída | Čas       | Rozdíl  | Body |
| --------------------- | --- | ------------------- | ------------------ | --------------------------- | --------------------- | ----- | --------- | ------- | ---- |
| Absolutní klasifikace |     |                     |                    |                             |                       |       |           |         |      |
| 1                     | 3   | Elfyn Evans         | Daniel Barritt     | M-Sport World Rally Team    | Ford Fiesta WRC       | WRC   | 2:57:00.6 | 0.0     | 25   |
| 2                     | 5   | Thierry Neuville    | Nicolas Gilsoul    | Hyundai Motorsport          | Hyundai i20 Coupe WRC | WRC   | 2:57:37.9 | +37.3   | 23   |
| 3                     | 1   | Sébastien Ogier     | Julien Ingrassia   | M-Sport World Rally Team    | Ford Fiesta WRC       | WRC   | 2:57:45.8 | +45.2   | 17   |
| 4                     | 6   | Andreas Mikkelsen   | Anders Jæger       | Hyundai Motorsport          | Hyundai i20 Coupe WRC | WRC   | 2:57:50.4 | +49.8   | 13   |
| 5                     | 10  | Jari-Matti Latvala  | Miikka Antilla     | Toyota GAZOO Racing WRT     | Toyota Yaris WRC      | WRC   | 2:57:50.9 | +50.3   | 13   |
| 6                     | 2   | Ott Tänak           | Martin Järveoja    | M-Sport World Rally Team    | Ford Fiesta WRC       | WRC   | 2:58:02.9 | +1:02.3 | 8    |
| 7                     | 9   | Kris Meeke          | Paul Nagle         | Citroën Total Abu Dhabi WRT | Citroën C3 WRC        | WRC   | 2:58:21.1 | +1:20.5 | 10   |
| 8                     | 4   | Hayden Paddon       | Sebastian Marshall | Hyundai Motorsport          | Hyundai i20 Coupe WRC | WRC   | 2:59:16.9 | +2:16.3 | 4    |
| 9                     | 12  | Esapekka Lappi      | Janne Ferm         | Toyota GAZOO Racing WRT     | Toyota Yaris WRC      | WRC   | 2:59:47.1 | +2:46.5 | 2    |
| 10                    | 16  | Dani Sordo          | Marc Martí         | Hyundai Motorsport          | Hyundai i20 Coupe WRC | WRC   | 3:00:51.1 | +3:50.5 | 1    |
| WRC 2                 |     |                     |                    |                             |                       |       |           |         |      |
| 1 (11.)               | 31  | Pontus Tidemand     | Jonas Andersson    | Škoda Motorsport            | Škoda Fabia R5        | WRC 2 | 3:07:12.2 | 0.0     | 25   |
| 2 (12.)               | 32  | Eric Camilli        | Benjamin Veillas   | M-Sport World Rally Team    | Ford Fiesta R5        | WRC 2 | 3:09:06.6 | +1:54.4 | 18   |
| 3 (13.)               | 41  | Tom Cave            | James Morgan       | Styllex Motorsport          | Ford Fiesta R5        | WRC 2 | 3:09:15.5 | +2:03.3 | 15   |
| 4 (14.)               | 49  | David Bogie         | Kevin Rae          | Wojciech Chuchała           | Škoda Fabia R5        | WRC 2 | 3:09:48.3 | +2:36.1 | 12   |
| 5 (16.)               | 46  | Juuso Nordgren      | Tapio Suominen     | Škoda Motorsport II         | Škoda Fabia R5        | WRC 2 | 3:11:16.2 | +4:04.0 | 10   |
| 6 (17.)               | 38  | Gus Greensmith      | Craig Parry        |                             | Ford Fiesta R5        | WRC 2 | 3:11:44.3 | +4:32.1 | 8    |
| 7 (18.)               | 50  | Matt Edwards        | Patrick Walsh      |                             | Ford Fiesta R5        | WRC 2 | 3:12:12.0 | +4:59.8 | 6    |
| 8 (20.)               | 37  | Pierre-Louis Loubet | Vincent Landais    |                             | Ford Fiesta R5        | WRC 2 | 3:12:45.8 | +5:33.6 | 4    |
| 9 (23.)               | 39  | Łukasz Pieniążek    | Przemysław Mazur   | Printsport Oy               | Škoda Fabia R5        | WRC 2 | 3:16:12.2 | +9:00.0 | 2    |
| 10 (24.)              | 45  | Fabio Andolfi       | Simone Scattolin   | ACI Team Italia             | Hyundai i20 R5        | WRC 2 | 3:17:09.3 | +9:57.1 | 1    |
| WRC 3                 |     |                     |                    |                             |                       |       |           |         |      |
| 1 (44.)               | 61  | Raphaël Astier      | Frédéric Vauclare  |                             | Peugeot 208 R2        | WRC 3 | 3:45:26.7 | 0.0     | 25   |
| 2 (47.)               | 62  | Enrico Brazzoli     | Maurizio Barone    |                             | Peugeot 208 R2        | WRC 3 | 3:51:39.3 | +6:12.6 | 18   |

### Rychlostní zkoušky
| Etapa    | RZ   | Název                  | Délka    | Vítěz                               | Vůz                                    | Čas     | Leader          |
| -------- | ---- | ---------------------- | -------- | ----------------------------------- | -------------------------------------- | ------- | --------------- |
| 1. etapa | SS1  | Visit Conwy Tir Prince | 1.49 km  | Sébastien Ogier                     | Ford Fiesta WRC                        | 1:09.7  | Sébastien Ogier |
| 1. etapa | SS2  | Myherin 1              | 20.28 km | Elfyn Evans                         | Ford Fiesta WRC                        | 11:01.6 | Elfyn Evans     |
| 1. etapa | SS3  | Sweet Lamb 1           | 4.24 km  | Ott Tänak                           | Ford Fiesta WRC                        | 2:44.4  | Elfyn Evans     |
| 1. etapa | SS4  | Hafren 1               | 35.14 km | Elfyn Evans                         | Ford Fiesta WRC                        | 20:25.3 | Elfyn Evans     |
| 1. etapa | SS5  | Myherin 2              | 20.28 km | Elfyn Evans                         | Ford Fiesta WRC                        | 10:52.3 | Elfyn Evans     |
| 1. etapa | SS6  | Sweet Lamb 2           | 4.24 km  | Sébastien Ogier                     | Ford Fiesta WRC                        | 2:41.6  | Elfyn Evans     |
| 1. etapa | SS7  | Hafren 2               | 35.14 km | Thierry Neuville                    | Hyundai i20 Coupe WRC                  | 20:22.3 | Elfyn Evans     |
| 2. etapa | SS8  | Aberhirnant 1          | 13.91 km | Elfyn Evans                         | Ford Fiesta WRC                        | 7:30.2  | Elfyn Evans     |
| 2. etapa | SS9  | Dyfnant 1              | 17.91 km | Elfyn Evans                         | Ford Fiesta WRC                        | 10:15.5 | Elfyn Evans     |
| 2. etapa | SS10 | Gartheiniog 1          | 12.61 km | Elfyn Evans                         | Ford Fiesta WRC                        | 7:30.5  | Elfyn Evans     |
| 2. etapa | SS11 | Dyfi 1                 | 25.86 km | Elfyn Evans                         | Ford Fiesta WRC                        | 15:02.6 | Elfyn Evans     |
| 2. etapa | SS12 | Gartheiniog 2          | 12.61 km | Elfyn Evans                         | Ford Fiesta WRC                        | 7:35.1  | Elfyn Evans     |
| 2. etapa | SS13 | Dyfi 2                 | 25.86 km | Thierry Neuville                    | Hyundai i20 Coupe WRC                  | 15:21.2 | Elfyn Evans     |
| 2. etapa | SS14 | Cholmondeley Castle    | 1.80 km  | Thierry Neuville                    | Hyundai i20 Coupe WRC                  | 1:07.5  | Elfyn Evans     |
| 2. etapa | SS15 | Aberhirnant 2          | 13.91 km | Jari-Matti Latvala                  | Toyota Yaris WRC                       | 7:58.0  | Elfyn Evans     |
| 2. etapa | SS16 | Dyfnant 2              | 17.91 km | Elfyn Evans                         | Ford Fiesta WRC                        | 10:26.1 | Elfyn Evans     |
| 3. etapa | SS17 | Alwen 1                | 10.41 km | Ott Tänak                           | Ford Fiesta WRC                        | 5:32.2  | Elfyn Evans     |
| 3. etapa | SS18 | Brenig 1               | 6.43 km  | Andreas Mikkelsen                   | Hyundai i20 Coupe WRC                  | 4:04.0  | Elfyn Evans     |
| 3. etapa | SS19 | Gwydir                 | 7.49 km  | Thierry Neuville Jari-Matti Latvala | Hyundai i20 Coupe WRC Toyota Yaris WRC | 4:51.1  | Elfyn Evans     |
| 3. etapa | SS20 | Alwen 2                | 10.41 km | Andreas Mikkelsen                   | Hyundai i20 Coupe WRC                  | 5:34.5  | Elfyn Evans     |
| 3. etapa | SS21 | Brenig 2 [powerstage]  | 6.43 km  | Thierry Neuville                    | Hyundai i20 Coupe WRC                  | 4:01.2  | Elfyn Evans     |

### Powerstage
| Pos. | No. | Jezdec             | Navigátor        | Vůz                   | Třída | Čas    | Rozdíl | Body |
| ---- | --- | ------------------ | ---------------- | --------------------- | ----- | ------ | ------ | ---- |
| 1    | 5   | Thierry Neuville   | Nicolas Gilsoul  | Hyundai i20 Coupe WRC | WRC   | 4:01.2 |        | 5    |
| 2    | 9   | Kris Meeke         | Paul Nagle       | Citroën C3 WRC        | WRC   | 4:02.7 | + 1.5  | 4    |
| 3    | 10  | Jari-Matti Latvala | Miikka Anttila   | Toyota Yaris WRC      | WRC   | 4:02.8 | + 1.6  | 3    |
| 4    | 1   | Sébastien Ogier    | Julien Ingrassia | Ford Fiesta WRC       | WRC   | 4:03.1 | + 1.9  | 2    |
| 5    | 6   | Andreas Mikkelsen  | Anders Jæger     | Hyundai i20 Coupe WRC | WRC   | 4:03.2 | + 2.0  | 1    |

## Stav mistrovství světa
|   | Pos. | Jezdec             | Body |
| - | ---- | ------------------ | ---- |
|   | 1    | Sébastien Ogier    | 215  |
| 1 | 2    | Thierry Neuville   | 183  |
| 1 | 3    | Ott Tänak          | 169  |
|   | 4    | Jari-Matti Latvala | 136  |
| 1 | 5    | Elfyn Evans        | 118  |

|  | Pos. | Tovární tým                 | Body |
|  | ---- | --------------------------- | ---- |
|  | 1    | M-Sport World Rally Team    | 398  |
|  | 2    | Hyundai Motorsport          | 305  |
|  | 3    | Toyota GAZOO Racing WRT     | 241  |
|  | 4    | Citroën Total Abu Dhabi WRT | 210  |